# Грауэр, Она
А́нна-Маргари́та «О́на» Гра́уэр (исп. Anna-Margarita «Ona» Grauer; 24 февраля 1978, Мехико, Мексика) — мексиканско-канадская актриса.

## Биография
Анна-Маргарита Грауэр (настоящее имя Оны) родилась 24 февраля 1978 года в Мехико (Мексика) в семье немецкого, норвежского и венгерского происхождения. Мать Оны была поставщиком провизии. В детстве Грауэр переехала вместе со своей семьёй в Канаду и выросла в Нельсоне (провинция Британская Колумбия).
Она дебютировала в кино в 1996 году, сыграв роль Дебры в эпизоде «Любовь Богов» телесериала «Скользящие». В 2004 году Грауэр сыграла роль Сэнди в фильме «Женщина-кошка». Всего она сыграла в 58-ми фильмах и телесериалах.
Она замужем за актёром Аароном Дадли. У супругов есть двое детей — сын (род.2004) и дочь.

## Фильмография
| Год       |     | Русское название                  | Оригинальное название                              | Роль                        |
| --------- | --- | --------------------------------- | -------------------------------------------------- | --------------------------- |
| 1996      | с   | Скользящие                        | Sliders                                            | Дебра                       |
| 1999—2001 | с   | Первая волна                      | First Wave                                         | Оливия/Тэрин                |
| 2000      | с   | Семь дней                         | Seven Days                                         | Лесли Диксон                |
| 2000      | с   | Жестокое царство                  | Harsh Realm                                        | симпатичная молодая женщина |
| 2002      | с   | Звёздные врата: SG-1              | Stargate SG-1                                      | Эйиана                      |
| 2002—2003 | с   | Джон Доу                          | John Doe                                           | Тереза                      |
| 2003      | ф   | Дом мёртвых                       | House of the Dead                                  | Алиша                       |
| 2003      | ф   | Лиззи Магуайер                    | The Lizzie McGuire Movie                           | модель № 1                  |
| 2003      | с   | Андромеда                         | Andromeda                                          | Мели Вот                    |
| 2004      | с   | Звёздные врата: Атлантида         | Stargate Atlantis                                  | Эйиана                      |
| 2004      | ф   | Женщина-кошка                     | Catwoman                                           | Сэнди                       |
| 2004      | с   | Тайны Смолвилля                   | Smolville                                          | доктор Габриэль Вон         |
| 2004—2006 | с   | Коллекционер человеческих душ     | The Collector                                      | Катрина                     |
| 2005      | ф   | Один в темноте                    | Alone in the Dark                                  | агент Финстра               |
| 2005      | с   | Секс в другом городе              | The L Word                                         | Сэнди                       |
| 2006      | ф   | Огненная стена                    | Firewall                                           | официантка                  |
| 2006—2007 | с   | Разведка                          | Intelligence                                       | Катарина Уайгел             |
| 2007      | с   | Сверхъестественное                | Supernatural                                       | дьявол, заключающий сделку  |
| 2007      | с   | Флэш Гордон                       | Flash Gordon                                       | Дженесса                    |
| 2009      | с   | Горячая точка                     | Flashpoint                                         | Ирина Казков                |
| 2009      | с   | Звёздные врата: Вселенная         | Stargate Universe                                  | Эмили Янг                   |
| 2010      | ф   | Перси Джексон и похититель молний | Percy Jackson & the Olympians: The Lightning Thief | Артемида                    |
| 2011      | с   | V                                 | V                                                  | Керри Элтофф                |
| 2011—2013 | мс  | Спецагент Арчер                   | Archer                                             | Катя Казанова (озвучивание) |
| 2012      | с   | Грань                             | Fringe                                             | Дайана Саттер               |
| 2013      | с   | Стрела                            | Arrow                                              | Вивиан                      |
| 2013      | с   | Культ                             | Cult                                               | Лекси                       |
| 2013      | ф   | Элизиум — рай не на Земле         | Elysium                                            | Агент CCB                   |
| 2013      | кор |                                   | Fade Out                                           | Актриса                     |
| 2015      | тф  |                                   | Truth & Lies                                       | мать Ханны                  |
| 2015      | с   | Шёпот                             | The Whispers                                       | Мэг                         |